# Нагасе Таканорі
Нагасе Таканорі (яп. 永瀬貴規; нар. 14 жовтня 1993, Нагасакі, Японія) — японський дзюдоїст, олімпійський чемпіон 2020 та 2024 років, срібний призер Олімпійських ігор 2020 та 2024 років, бронзовий призер Олімпійських ігор 2016 року, чемпіон світу.

## Виступи на Олімпіадах
| Олімпіада           | Дисципліна      | Місце |
| ------------------- | --------------- | ----- |
| Ріо-де-Жанейро 2016 | До 81 кг        | 3     |
| Токіо 2020          | До 81 кг        | 1     |
| Токіо 2020          | змішана команда | 2     |
| Париж 2024          | до 81 кг        | 1     |
| Париж 2024          | змішана команда | 2     |

## Зовнішні посилання
- Нагасе Таканорі на сайті International Judo Federation (англійська)
- Нагасе Таканорі на сайті JudoInside.com (англійська)
- Нагасе Таканорі на сайті AllJudo.net (французька)
- Нагасе Таканорі на сайті Olympics.com (англійська)
- Нагасе Таканорі на сайті Olympedia (англійська)